# Mury miejskie w Barczewie
Mury miejskie w Barczewie – zabytkowe obwarowania Barczewa, wybudowane w XIV wieku. Zachowały się w niewielkim stopniu: przy kościele św. Andrzeja i ulicy Traugutta.